# Contra (videogioco)
Contra (魂斗羅?, Kontora), distribuito in Europa con i titoli Gryzor o Probotector sulla console NES, è un videogioco arcade di tipo sparatutto, pubblicato nel 1987 dalla Konami. Venne convertito per diverse piattaforme domestiche dell'epoca, e successivamente incluso in raccolte di versioni emulate, come Konami Classics Series.

## Trama
Vi sono differenze nella trama del gioco, a seconda delle versioni.
- Versione giapponese: nel 2631 un meteorite colpisce l'arcipelago di Galuga, nei pressi della Nuova Zelanda, portando con sé forme di vita aliene. Due anni dopo l'organizzazione terroristica Red Falcon, controllata dagli alieni, s'impadronisce delle isole con lo scopo di utilizzarle come base per poi invadere il resto della Terra. I due soldati Bill Rizer e Lance Bean dell'unità Contra vengono mandati in missione per neutralizzare Red Falcon.
- Versione nordamericana: la storia è identica a quella della versione giapponese, con la differenza che è ambientata nel XX secolo in un'isola del Sudamerica e i due soldati sono noti coi soprannomi Mad Dog e Scorpion.
- Versione europea: in questa versione i protagonisti sono due robot e si chiamano RD-008 e RC-011.

## Modalità di gioco
Il giocatore controlla uno dei membri di un commando che combatte contro ondate di nemici, inclusi umani, robot, mutanti e alieni per raggiungere il suo obiettivo finale. C'è la possibilità di giocare in due contemporaneamente, in modalità cooperativa. I protagonisti possono ottenere diversi bonus, tipo quello dell'immortalità momentanea, e avere diversi tipi di armi come fucili che sparano in più direzioni o di tipo laser.

## Colonna sonora
Musiche ed effetti speciali della versione arcade si devono a Kazuki Jah.

## Copertina
La copertina delle edizioni casalinghe storiche è in gran parte una composizione di plagi di personaggi di celebri film d'azione dell'epoca: principalmente un soldato con identica posa e abbigliamento di Arnold Schwarzenegger nella locandina del film Predator, e alle sue spalle un mostro molto simile a quello di Alien e un altro soldato in posa che imita Rambo.

## Serie
Dopo il successo nelle sale giochi, il titolo crebbe maggiormente con l'avvento delle versioni per i sistemi di intrattenimento domestico, tra cui il NES nel 1988. A causa della forte censura in Europa, la Konami fu costretta a modificare molto la trama e i personaggi del titolo, pubblicando la versione di Contra e i suoi seguiti con il titolo di Probotector. In queste versioni i due personaggi principali e molti nemici furono sostituiti da robot.
- Contra (Arcade, NES, MSX2, DOS, C64, CPC, Xbox 360, ZX; 1987)
- Super Contra (Arcade, NES, DOS, Amiga; 1988)
- Operation C (Game Boy; 1991)
- Contra III - The Alien Wars (SNES, Game Boy, Game Boy Advance, Nintendo DS; 1992)
- Contra Force (NES; 1992)
- Contra: Hard Corps (Sega Genesis) / Probotector (Mega Drive) (1994)
- Contra: Legacy of War (PlayStation, Saturn; 1996)
- C: The Contra Adventure (PlayStation; 1998)
- Contra: Shattered Soldier (PlayStation 2; 2002)[5].
- Neo Contra (PlayStation 2; 2004)
- Contra 4 (Nintendo DS; 2007)
- Contra ReBirth (Wii; 2009)
- Hard Corps: Uprising (PlayStation 3, Xbox 360; 2011)
- Contra: Rogue Corps (Switch, PC; 2019)[6]
- Contra: Operation Galuga (2024)[7]

Dispositivi mobili:
- Contra: The War of the Worlds (2009)
- Contra: Evolution (2013)
- Contra: Return (2017)

Antologie
- Konami Collector's Series: Castlevania & Contra (2002)
- Contra Anniversary Collection (2019)[8]